# Acridotheres cinereus
El miná cenizo (Acridotheres cinereus) es una especie de ave passeriforme de la familia Sturnidae propia del sur de la isla de Célebes e introducida al este de la isla de Timor, ambas en el archipiélago malayo. No se conocen subespecies.